# Kaple svaté Markéty (Dlažov)
Kaple svaté Markéty poblíž západočeské obce Dlažov v klatovském okrese náleží do farnosti Klatovy.
Na vrchu nad obcemi Dlažov a Libkov stála původně dřevěná kaple. Současná podoba kaple je novogotická a pochází z roku 1886. Roku 1887 byla vysvěcena.
Kaple prošla několika opravami, poslední roku 2001 z iniciativy obce. Také však byla častým terčem zlodějů.
V blízkosti kaple byla roku 2014 otevřena rozhledna.
Kapli má ve správě obec.